# The Destructors
The Destructors ist eine Kurzgeschichte von Graham Greene aus dem Jahr 1954.

## Handlung
The Destructors spielt zur Zeit seiner Abfassung.  Die Geschichte handelt von einer Jungenbande, die nach ihrem Wohnviertel die  „Wormsley Common Gang“ genannt wird. Der fünfzehnjährige Trevor, genannt „T“, ist der neue Anführer der Gang. „T“ ist das Kind einer in die Unterschicht herabgesunkenen „besseren Familie“, während die anderen Bandenmitglieder aus Unterschichtfamilien stammen.
„T“ entwickelt den Plan, ein zweihundert Jahre altes, von Christopher Wren gebautes Haus zu zerstören, das als einziges in der Gegend die deutschen Luftangriffe während des Krieges leicht beschädigt überstanden hat. Unter „T“ akzeptiert die Bande den Plan und führt ihn aus, während der Besitzer des Hauses, der altmodische aber doch wohlmeinende ältere Herr Mr. Thomas, den die Bande „Old Misery“ (Altes Elend) nennt, während eines Bankfeiertagwochenendes an die Küste gefahren ist. Ihr Plan ist es, zunächst unauffällig das Innere des Hauses zu zerstören und erst zuletzt die Außenmauern einzureißen. Mr. Thomas’ Ersparnisse von 70 Pfund, die sie bei der Zerstörungsaktion finden, verbrennt „T“, der stets darauf besteht, dass die Bande keine Diebesbande ist. Mr. Thomas kommt jedoch wegen des schlechten Wetters früher als erwartet nach Hause zurück, und die Bande sperrt ihn daraufhin im außerhalb des Hauses befindlichen Plumpsklo ein. Der Anführer „T“ weigert sich, aufzuhören, bevor die Zerstörung komplett ist, denn auch die Fassade ist wertvoll und könnte wiederverwendet werden, wenn sie stehenbleibt. Der endgültige Schaden am Haus entsteht, als früh am nächsten Morgen ein geparkter Lastwagen ungewollt den Stützpfosten von der Seite des Hauses wegzieht (dieser war wegen der Kriegsschäden angebracht worden), an dem ihn die Bande mit einem Seil festgebunden hatte. Mr. Thomas wird vom Fahrer dieses Lastwagens aus dem Plumpsklo befreit und bleibt mit den staubigen Überresten seines früheren Heimes zurück; der Lastwagenfahrer bricht in Gelächter aus.

## Bedeutung und Rezeption
Die Geschichte erregte Aufsehen wegen ihrer neutral-sachlichen, teilweise sogar leicht positiv erscheinenden Schilderung einer offenbar sinnlosen, nicht einmal dem eigenen Vorteil der Bande dienenden Gewalttat, deren Opfer auch kein Übeltäter, sondern ein freundlicher älterer Herr ist. Indem er zwar in der dritten Person, aber stets aus der Haltung der Protagonisten heraus schreibt, macht der Autor den Leser zu einem Mittäter. Auch die Schlussszene, in der der geschädigte Mr. Thomas von dem Lastwagenfahrer nicht etwa bemitleidet, sondern vielmehr ausgelacht wird, wurde Greene als unmoralisch vorgeworfen.
Die unter der Oberfläche brodelnde Unzufriedenheit von Teilen der britischen Jugend in der Nachkriegszeit wird hier früh thematisiert. Zugleich behandelt die Geschichte auch Fragen nach der Natur von Gut und Böse, gerade indem sie immer wieder herausstellt, dass „T“ offenbar keinerlei Ziel verfolgt als die Zerstörung um ihrer selbst willen, während die noch eher kindlichen anderen Bandenmitglieder sich dadurch nachvollziehbare Resultate, nämlich Ruhm und Anerkennung durch andere Banden oder Reichtum, erhoffen.

## Inszenierung im Fernsehen
The Destructors  wurde vom Fernsehen adaptiert als eine Folge der britischen Fernsehserie Shades of Greene. Die Schauspieler Michael Byrne, Phil Daniels und Nicholas Drake traten in dieser Folge auf.

## Anspielung und Bezüge in anderen Werken
- Im Film Donnie Darko (2001), trägt die Hauptfigur zu einer Diskussion von The Destructors in seiner Englischstunde bei.[2]
- Die Handlung könnte die Kurzgeschichte We All Fall Down von Robert Cormier inspiriert haben. Die Handlung dieser Kurzgeschichte  beginnt mit einer Gruppe von Teenagern, die ein Haus verwüsten, der Rest handelt von der Wirkung des Vandalismus auf die Hausbesitzer.